# Ægidius Elling

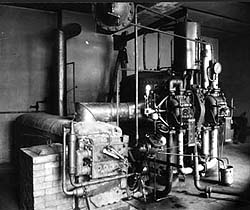
Protótipo aprimorado de turbina a gás com base na patente de 1903, instalado na Christiania Seildugsfabrikk em 1906

Jens William Ægidius Elling (Christiania, 26 de julho de 1861 – Oslo, 27 de maio de 1949) foi um engenheiro e inventor norueguês. É mais conhecido como desenvolvedor de um antigo protótipo de uma turbina a gás que funcionou efetivamente.

## Vida e obra
Aegidius Elling nasceu em 1861 em Oslo (nesta época denominada Christiania). Seu irmão Catharinus Elling foi mais tarde conhecido como músico.
Aegidius frequentou a Technische Schule em Christiania desde 1876 e completou seus estudos em 1881 como engenheiro mecânico. Elling já havia trabalhado no conceito de uma turbina a gás na escola e, em 1884, apenas três anos após concluir seus estudos, solicitou uma patente para o primeiro esboço. Entre 1885 e 1902 trabalhou em várias oficinas mecânicas na Suécia e na Noruega como desenvolvedor e construtor de motores a vapor. Durante esse período também impulsionou suas ideias para uma turbina a gás e realizou viagens de estudo aos principais países industrializados.
O maior obstáculo ao projeto de turbinas a gás na época era a baixa eficiência do compressor. Outros desenvolvedores que trabalharam independentemente de Elling na virada do século também tiveram que lutar com isso: Auguste Rateau, René Armengoud e Charles Lemâle na França, Franz Stolze e Hans Holzwarth na Alemanha. Elling finalmente conseguiu, em 1903, desenvolver um turbocompressor com uma eficiência energética notável de cerca de 85 a 87%. Como resultado, o compressor consumiu menos energia do que a turbina fornecida e a máquina conseguiu disponibilizar excesso de trabalho pela primeira vez. O compressor de vários estágios possuía lâminas radiais, palhetas-guia ajustáveis, várias injeções intermediárias para resfriamento, operavam a uma velocidade de 17 000 a 20 000 rotações por minuto (rpm) e ofereciam uma saída útil de cerca de 11 hp (8 kW). A máquina está agora em exibição no Museu Norueguês de Tecnologia (Norsk Teknisk Museum) em Oslo.
Nos anos seguintes Elling continuou a melhorar seu projeto e aumentar o número de estágios e a potência da máquina finalmente em 1925 para até 75 hp. Elling também fundou duas empresas próprias (AS Elling Compressor e AS Rotation) para converter suas patentes em produtos comercializáveis. No entanto, como Elling obviamente não era tão habilidoso quanto um empreendedor, especialmente em propaganda e marketing, como em questões técnicas, seu desenvolvimento recebeu pouca atenção nacional e internacional e trouxe pouco lucro econômico. Elling, portanto, continuou a trabalhar como funcionário de outras empresas em paralelo ao seu trabalho de desenvolvimento independente. Desapontado com a baixa resposta da indústria norueguesa e o fato de outros desenvolvedores como Adolf Meyer assumirem a liderança internacionalmente, Elling finalmente desistiu do desenvolvimento de turbinas a gás na década de 1930 e se voltou para outras máquinas, aparelhos e processos de engenharia térmica, em particular na indústria norueguesa de pesca e celulose e extração de sal da água do mar.
Em 1937 Elling recebeu uma medalha de prata da Norwegische Polytechnische Gesellschaft por seus serviços em turbomáquinas. Morreu em Oslo em 1949.